# Артёмов, Николай Степанович
Николай Степанович Артёмов (5 октября 1931 – 8 мая 2001) — директор тамбовского завода «Комсомолец», лауреат Ленинской премии (1984).

## Биография
Родился в с. Крутые Выселки Тамбовской области.
Окончил ремесленное училище № 2 при заводе «Комсомолец» (1950) и заочно Тамбовский институт химического машиностроения (1970).
Работал на опытном заводе химического машиностроения «Комсомолец» (Тамбов): медник, бригадир, старший мастер, старший инженер-технолог, главный технолог.
С 1972 г. директор завода. В 1993—2001 генеральный директор ОАО "Тамбовский завод «Комсомолец».
Доктор технических наук, профессор.
Создал на заводе оборудование, превосходящее по своим показателям лучшие советские и зарубежные образцы. Участник разработки и внедрения вакуумно-диффузионной сварки.
Автор 32 научных работ, более 200 изобретений и рационализаторских предложений.
Лауреат Ленинской премии (1984). Заслуженный изобретатель РФ (1994). Награждён орденами Ленина, Трудового Красного Знамени (трижды), «За заслуги перед Отечеством» IV степени, 4 медалями СССР и РФ, двумя серебряными и бронзовой медалями ВДНХ (за изготовление резонатора протонного синхрофазотрона на 70 миллиардов электровольт, опреснителя морской воды, мембранных установок). Почётный гражданин г. Тамбов (1997).